# Macroglossum moecki
Macroglossum moecki là một loài bướm đêm thuộc họ Sphingidae, chi Macroglossum.